# Snorrenclub Antwerpen
De Snorrenclub Antwerpen, in de volksmond eerder "Antwerpse Snorrenclub" genoemd, is een Antwerpse vereniging die het dragen van een snor aanmoedigt en viert.

## De club
De vereniging werd in 1978 als "Snorrenclub van Antwerpen vzw" gesticht door Willy Dupon, kroegbaas van Café De Snor aan de Brouwersvliet te Antwerpen. Van 2002 tot en met 2023 had de vereniging haar clublokaal in café De Konincklijke Snor, Adriaen Brouwerstraat 33 te Antwerpen. De vereniging heeft ongeveer dertig snordragende leden en zetelt sinds het sluiten van café De Konincklijke Snor in café Batavier (Sint-Laureiskaai 13, Antwerpen).
Bekende snordragers die door de club tot erelid werden benoemd, zijn o.a. jazzmuzikant Toots Thielemans, oud-burgemeester van Antwerpen Bob Cools, acteur Marijn Devalck, zanger Hugo Sigal (van Nicole & Hugo), Ted de Braak, Chiel Montagne en beiaardier Jo Haazen.
De vereniging heeft haar eigen clublied ("Het Snorrenlied"), geschreven en fonografisch vereeuwigd door enthousiast lid John Lundström, en haar mascotte: een reus genaamd "Djon", die ze tijdens openbare optochten vaak mee laat paraderen. De leden hebben een karakteristieke kleding: een donkerblauwe vest, rode clubdas met witte snorretjes en een zilveren dasspeld in de vorm van een snor, grijze broek en gele platte strohoed met een smalle rand, de tits (in het Engels: porkpie).

## Snor van het Jaar
De vereniging is vooral bekend in Vlaanderen omdat ze sinds 1979 jaarlijks de Snor van het Jaar verkiest.
Een bekende of minder bekende Vlaming of buitenlander met een snor wordt gevraagd zich een dagje vrij te maken om door de club in de bloemetjes te worden gezet. Een optocht door de stad en een ontvangst op het stadhuis maken deel uit van dit evenement. Net als de hele opzet van de Snorrenclub zelf is dit vooral ludiek bedoeld. 
Soms wordt zelfs een denkbeeldig iemand tot winnaar verkozen, zoals in 1982 de zeehond, in 2002 de eigen mascotte van de vereniging: de Snorrenreus Djon, en in 1984 de stripfiguur Marcel Kiekeboe.
Dit laatste feit vormde de basis voor het stripalbum "De snor van Kiekeboe" waarin de Antwerpse Snorrenclub een belangrijke rol speelt. In het verhaal wordt Kiekeboe door de Snorrenclub van Antwerpen tot "Snor van het jaar" gekozen. De ene helft van zijn snor wordt echter 's nachts afgeknipt en gestolen. Kiekeboe gaat op zoek naar de dader en zijn halve snor. Hij ontmoet heel wat bekende Antwerpse snorrendragers, maar ondertussen moet hij zijn halve snor zien te verbergen voor hen.

## Lijst van snorren van het jaar
- 1979: Jo Haazen, Vlaams beiaardier

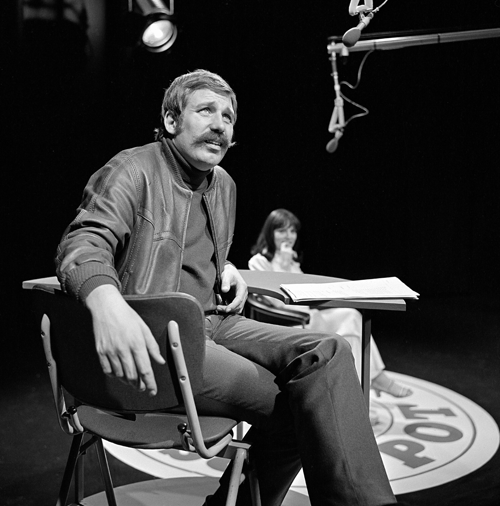
Ted de Braak, snor van het jaar 1980

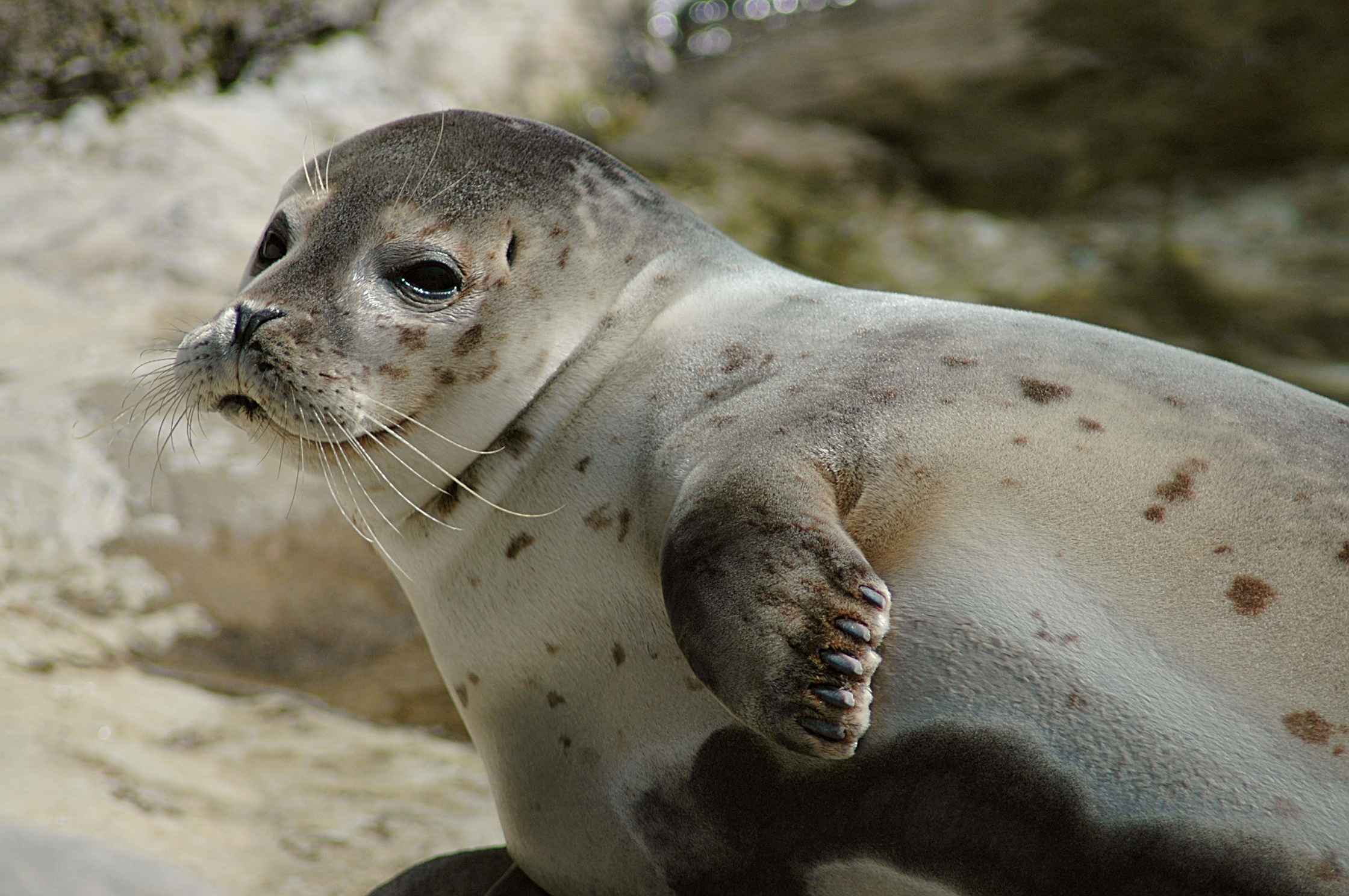
De zeehond, snor van het jaar 1982

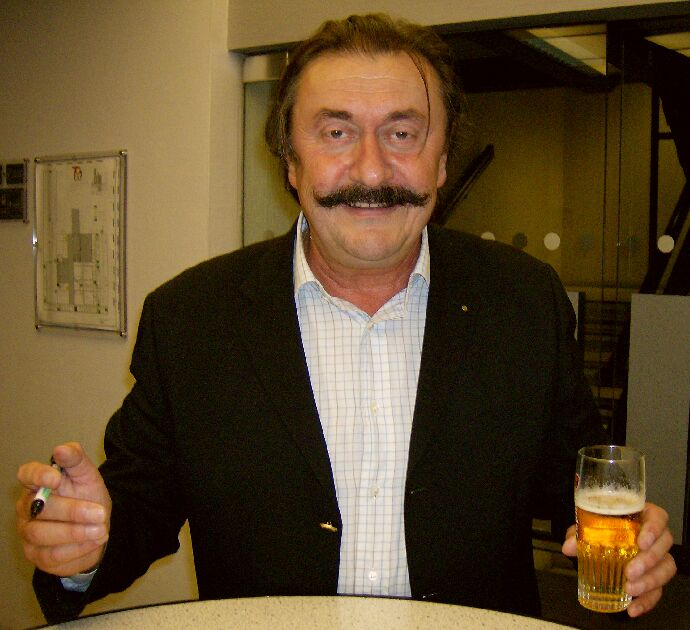
Marijn Devalck, snor van het jaar 1992

- 1980: Ted de Braak, Nederlands cabaretier en presentator
- 1981: Leo Martin, Vlaams komiek
- 1982: De zeehond
- 1983: Bob Cools, ereburgemeester van Antwerpen
- 1984: Marcel Kiekeboe, Belgisch stripfiguur
- 1985: Joe Hermie, Vlaams persfotograaf
- 1986: Jef Sneyders, Vlaams biervertegenwoordiger
- 1987: Romain Deconinck, Vlaams acteur
- 1988: Toots Thielemans, Belgisch jazzmuzikant
- 1989: Chiel Montagne, Nederlands presentator
- 1990: Kevin Barrell, Brits politieagent
- 1991: Bob Van Staeyen, zanger van de Antwerpse groep De Strangers
- 1992: Marijn Devalck, Vlaams acteur
- 1993: Nico Huybrechts, Vlaams brandweerman
- 1994: Frank Deboosere, Vlaams weerman
- 1995: Ward De Ravet, Vlaams acteur
- 1996: Dirk Martens, Vlaams acteur
- 1997: Nick De Belder, Vlaams biervertegenwoordiger
- 1998: Fred Daman, directeur Antwerpse Zoo
- 1999: Jean Demeyer, Vlaams politieagent
- 2000: Hugo Daemen, de mol in het gelijknamige tv-programma De Mol
- 2001: Hugo Sigal, Vlaams zanger van 'Nicole & Hugo'
- 2002: Snorrenreus Djon, mascotte van de Snorrenclub
- 2003: Erwin Pairon, schepen van Antwerpen
- 2004: Kid Van Thienen, Vlaams café-uitbater
- 2005: Ted Sedman, voorzitter Engelse krulsnorrenclub
- 2006: Frank Vrancken, Antwerps gemeenteambtenaar
- 2007: Otmar Glauner, Duits wereldkampioen 'Hongaarse snor' 1989 en 1990
- 2008: Jimmy Henderickx, Vlaams zanger van de groep Halfzeven Doenker
- 2009: Chris Jambers, logistiek sponsor van Snorrenclub Antwerpen
- 2010: Patrick Coessens alias Patje Wapper, volkszanger
- 2011: Ludwig Lenaerts, vaste figurant in F.C. De Kampioenen[1]
- 2012: Julien Thys, zanger en 'Rocking Moustache'
- 2013: Patrick Callenaere, tambour-majoor van de Koninklijke Muziekkapel van de Antwerpse lokale politie
- 2014: Hans Bombeke, voorzitter Antwerps Biercollege
- 2015: Jan Matthys, Belgisch acteur[2]
- 2016: Leo Wiedemann, dialectgids Antwerpen
- 2017: Kees Lek, voorzitter van de Eerste Nederlandse Snorrenclub
- 2018: Joan Clijmans, tweevoudig deelnemer en winnaar van het populaire tv-kookprogramma Komen Eten
- 2019: Michel Van den Brande, bekend van het VIER-programma The Sky is the Limit
- 2020 & 2021: Geen laureaat wegens coronapandemie
- 2022: Mon Somers, Antwerps volkszanger bij Antigoon en Toudtzodt
- 2023: Theo Bovens, gewezen gouverneur van Nederlands Limburg
- 2024: Lars Lefeber uit Antwerpen, wereldkampioen in de categorie Garibaldi Baard op het "WK Beard en Moustache" in het Duitse Burghausen
- 2025: Average Rob, Vlaams youtuber

## Rivaliteit in 't Stad
Onenigheid binnen de Antwerpse Snorrenclub over de verhuizing van het clublokaal, van café De Snor (Brouwersvliet 32) naar café De Konincklijke Snor (Adriaan Brouwerstraat 33), leidde er in 2002 toe dat Willy Dupon zijn eerste club verliet en een andere vereniging oprichtte, onder de naam Europese Snorrenclub Antwerpen. Deze club heeft zijn zetel in Café Den Bengel op de Grote Markt van Antwerpen.
Ook deze club organiseert tweejaarlijks een verkiezing, getiteld Snor van 't Stad. De winnaars waren:
- 2002: Julien Vrebos, filmregisseur
- 2004: Luk D'Heu, acteur
- 2006: Mon Huysmans en Michel Detobel, stadsfotografen van Antwerpen
- 2008: Jean-Pierre Coopman, voormalig bokser
- 2010: Gaston Berghmans, acteur, komiek
- 2012: Julien Van Noten, tambour-majoor en leader van de Antwerpse stadstrommelaars, bevelhebber van de PipersBand en platendraaier bij Radio Minerva
- 2014: Tanguy Ottomer, stadsgids
- 2016: Hugo Loquet, protocolmedewerker stad Antwerpen
- 2018: Yves-Michel Kinet, voorzitter van de Gilde van Den Deugniet
- 2020: Duncan Vandael, uitbater van 't Licht der dokken.
- 2022: ?
- 2024: Ian Newbitt, Brits veteraan